# Plan del Capulín
Plan del Capulín är en ort i Mexiko.   Den ligger i kommunen Atzitzintla och delstaten Puebla, i den sydöstra delen av landet, 210 km öster om huvudstaden Mexico City. Plan del Capulín ligger 2 560 meter över havet och antalet invånare är 482.
Terrängen runt Plan del Capulín är bergig österut, men västerut är den kuperad. Runt Plan del Capulín är det ganska tätbefolkat, med 93 invånare per kvadratkilometer. Närmaste större samhälle är Orizaba, 16,9 km öster om Plan del Capulín. I omgivningarna runt Plan del Capulín växer huvudsakligen savannskog.